# Hapalopsittaca fuertesi
Hapalopsittaca fuertesi là một loài chim trong họ Psittacidae.
Loài chim này có phạm vi phân bố rất hạn chế ở sườn dốc phía tây của Andes miền Trung Colombia. Nó được phân loại bởi IUCN là loài nguy cấp.